# Freestyle-Skiing-Weltmeisterschaften 1991
Die 4. Freestyle-Skiing-Weltmeisterschaften fanden vom 11. bis 17. Februar 1991 in Lake Placid in den USA statt.

## Männer

### Aerials
| Platz | Land | Sportler          |
| ----- | ---- | ----------------- |
| 1     | CAN  | Philippe Laroche  |
| 2     | CAN  | John Ross         |
| 3     | USA  | Dave Valenti      |
| 4     | CAN  | Lloyd Langlois    |
| 5     | FRA  | Jean-Marc Bacquin |
| 6     | CAN  | Nicolas Fontaine  |
| 7     | FRA  | Didier Méda       |
| 8     | USA  | Kris Feddersen    |
| 9     | FRA  | Alexis Blanc      |
| 10    | USA  | Chip Milner       |

Datum: 17. Februar 1991

### Moguls
| Platz | Land | Sportler          |
| ----- | ---- | ----------------- |
| 1     | FRA  | Edgar Grospiron   |
| 2     | SUI  | Bernard Brandt    |
| 3     | USA  | Chuck Martin      |
| 4     | URS  | Sergei Schuplezow |
| 5     | FRA  | Olivier Allamand  |
| 6     | SWE  | Jörgen Pääjärvi   |
| 7     | SWE  | Björn Åberg       |
| 8     | FIN  | Petri Penttinen   |
| 9     | USA  | Nelson Carmichael |
| 10    | FRA  | Youri Gilg        |

Datum: 14. Februar 1991

### Ballett
| Platz | Land | Sportler           |
| ----- | ---- | ------------------ |
| 1     | USA  | Lane Spina         |
| 2     | ITA  | Roberto Franco     |
| 3     | CAN  | Dave Walker        |
| 4     | CAN  | Richard Pierce     |
| 5     | GER  | Armin Weiß         |
| 6     | GER  | Hermann Reitberger |
| 7     | FRA  | Fabrice Becker     |
| 8     | SUI  | Heini Baumgartner  |
| 9     | USA  | Jeff Wintersteen   |
| 10    | NOR  | Rune Kristiansen   |

Datum: 12. Februar 1991

### Kombination
| Platz | Land | Sportler          | Punkte |
| ----- | ---- | ----------------- | ------ |
| 1     | URS  | Sergei Schuplezow | 41.00  |
| 2     | CAN  | Jeff Violo        | 53.00  |
| 3     | FRA  | Youri Gilg        | 55.00  |
| 4     | USA  | Trace Worthington | 65.00  |
| 5     | AUT  | Hugo Bonatti      | 76.00  |

## Frauen

### Aerials
| Platz | Land | Sportlerin            |
| ----- | ---- | --------------------- |
| 1     | URS  | Wassilisa Sementschuk |
| 2     | GER  | Elfie Simchen         |
| 3     | SWE  | Liselotte Johansson   |
| 4     | SWE  | Marie Lindgren        |
| 5     | FRA  | Catherine Lombard     |
| 6     | SUI  | Sabine Horvath        |
| 7     | SUI  | Colette Brand         |
| 8     | AUS  | Kirstie Marshall      |
| 9     | USA  | Kristean Porter       |
| 10    | URS  | Lina Tscherjasowa     |

Datum: 16. Februar 1991

### Moguls
| Platz | Land | Sportlerin           |
| ----- | ---- | -------------------- |
| 1     | USA  | Donna Weinbrecht     |
| 2     | GER  | Tatjana Mittermayer  |
| 3     | GER  | Birgit Stein         |
| 4     | CAN  | Leelee Morrisson     |
| 5     | USA  | Maggie Connor        |
| 6     | NOR  | Stine Lise Hattestad |
| 7     | ITA  | Petra Moroder        |
| 8     | USA  | Melanie Palenik      |
| 9     | USA  | Rachel Schochet      |
| 10    | ITA  | Silvia Marciandi     |

Datum: 13. Februar 1991

### Ballett
| Platz | Land | Sportlerin      |
| ----- | ---- | --------------- |
| 1     | USA  | Ellen Breen     |
| 2     | USA  | Jan Bucher      |
| 3     | FRA  | Cathy Féchoz    |
| 4     | GBR  | Julia Snell     |
| 5     | SWE  | Åsa Magnusson   |
| 6     | FRA  | Nadège Ferrier  |
| 7     | URS  | Jelena Batalowa |
| 8     | JPN  | Yukako Tanaka   |
| 9     | USA  | Karen Hunter    |
| 10    | SUI  | Maja Schmid     |

Datum: 11. Februar 1991

### Kombination
| Platz | Land | Sportlerin       | Punkte |
| ----- | ---- | ---------------- | ------ |
| 1     | SUI  | Maja Schmid      | 41.00  |
| 2     | SUI  | Conny Kissling   | 42.00  |
| 3     | USA  | Kristean Porter  | 43.00  |
| 4     | GBR  | Jilly Curry      | 52.00  |
| 5     | CAN  | Katherina Kubenk | 63.00  |

## Medaillenspiegel
| Platz | Land               | Gold | Silber | Bronze | Gesamt |
| ----- | ------------------ | ---- | ------ | ------ | ------ |
| 1     | Vereinigte Staaten | 3    | 1      | 3      | 7      |
| 2     | Sowjetunion        | 2    | –      | –      | 2      |
| 3     | Kanada             | 1    | 2      | 1      | 4      |
| 4     | Schweiz            | 1    | 2      | –      | 3      |
| 5     | Frankreich         | 1    | –      | 2      | 3      |
| 6     | Deutschland        | –    | 2      | 1      | 3      |
| 7     | Italien            | –    | 1      | –      | 1      |
| 8     | Schweden           | –    | –      | 1      | 1      |